# Chenopodium nitrariaceum
Chenopodium nitrariaceum là loài thực vật có hoa thuộc họ Dền. Loài này được (F.Muell.) F.Muell. ex Benth. mô tả khoa học đầu tiên năm 1870.